# Калькауз
Калькауз (узб. Kaykovus arig‘i, Kalkovuz, Кайковус ариғи, Калковуз) — канал в Ташкенте, правый отвод канала Бозсу. Являлся важнейшей водной артерией в городе до его завоевания Российской империей.
Иногда многоводный верхний участок Калькауза длиной 1,38 км (до отхода канала Кечкурук) рассматривается отдельно от нижнего течения, под названием Катта Калькауз.

## Описание
Калькауз берёт начало на верхнем бьефе Шейхантаурской ГЭС, где Бозсу разделяется на два канала: вправо отходит Калькауз, влево Анхор (следует отметить, что в некоторых источниках название Бозсу распространяют на один из двух образовавшихся каналов).
Проходит по историческому центру Ташкента, его «старогородской части», в общем направлении с востока на запад. Расход воды в верхнем течении составляет 40 м³/с.
В районе улицы Себзар от Калькауза берёт начало отвод Кечкурук, который сохраняет направление прежнего общего русла и основной объём стока (порядка 99—99,5 %). Сам Калькауз с меньшей частью воды при этом уходит несколько вбок. Многоводное верхнее течение Калькауза иногда рассматривают отдельно, именуя Катта Калькауз (узб. «Большой Калькауз»).
Ниже по течению Калькауз пересекает улицы Карасарай, Сагбан, Фараби. Недалеко от последней даёт начало левому отводу Кукча. На берегу канала располагается архитектурный комплекс Хаст Имам.
Единого мнения, где заканчивается Калькауз, не существует. Энциклопедия «Ташкент» считает, что одновременно с отходом Кукчи берёт начало правый отвод Чагатай. Однако на современных картах название «Калькауз» продолжают употреблять, как минимум, до пересечения с Малой Кольцевой дорогой, а название Чагатай используют для участка течения за улицей Беруни
Воды Кукчи и Чагатая достигают канала Каракамыш.
На долю Катта Калькауза приходится 1,38 км течения, из которых длина земляных участков русла равна 0,68 км, бетонированных — 0,70 км; на долю оставшегося нижнего течения — 3,74 км, из которых длина земляных участков русла составляет 1,1 км, бетонированных — 2,64 км. Общая длина канала от верхнего бьефа Шейхантаурской ГЭС до отхода Кукчи тем самым составляет 5,12 км, в других источниках указывается величина 5,3 км.

## Исторические сведения
Калькауз создан в VI—VII веках, и является одним из самых древних каналов Ташкента (не считая речных проток, преобразованных в каналы). Легенды связывают его появление с героем Фирдоуси Кайкавусом, которому в ряде преданий приписывается основание города.

…Указывают, что покоритель Турана, Кайкавус, прорыл в городе магистральный арык, существующий до сих пор под названием «Калькауз».
— Ташкент в прошлом и настоящем (Краткий исторический очерк). Путеводитель по городу
Канал Калькауз играл ключевую роль в водоснабжении старогородской части Ташкента. Уже после арабского завоевания в районе современной станции метро Чорсу возникает селение Бинкет с высокоразвитой оросительной сетью, питаемой водами Бозсу и Калькауза. Арыки протекали через каждый двор, и в предместьях (рабаде) зеленело множество садов. Крупные каналы заходили и в центральную часть города — шахристан, а сама цитадель (арк) была заложена между участком Бозсу, известным как Джангоб, и отводом Калькауза Регистан.
В VII—XIII веках, на берегу канала находились замки Шахнишинтепа и Хиабантепа, вокруг которых возникли небольшие селения. Впоследствии, руины обоих замков вошли в городскую черту Бинкета.
В дореволюционном Ташкенте из Калькауза брали начало 48 арыков-отводов. На его берегах действовали мельницы. А. И. Добромыслов отмечал, что Калькауз, в отличие от большинства ташкентских каналов, не нуждался в очистке, имея характер «быстрой речки». В 1865 году, при втором штурме Ташкента, генерал М. Г. Черняев, велел разрушить плотину на Чирчике в истоке Бозсу. Вода перестала поступать в Калькауз, что ускорило сдачу осаждённого города.